# Hemilienardia goubini
Hemilienardia goubini é uma espécie de gastrópode do gênero Hemilienardia, pertencente a família Raphitomidae.